# HD 10308
HD 10308，又名BD+25 276，SAO 74870、HR 484，是一颗恒星，视星等为6.17，位于銀經136.8，銀緯-35.78，其B1900.0坐标为赤經1h 35m 43.5s，赤緯+25° -35.78′ 27″。